# Улица Чёрное Озеро
Улица Чёрное Озеро — улица в районе Косино-Ухтомский Восточного административного округа Москвы.
Улица проходит от Большой Косинской до Оренбургской улицы.

## Происхождение названия
Ранее улица Чёрное Озёро называлась Боровой улицей и входила в состав рабочего посёлка Косино, вошедшего в состав Москвы в 1984 году. В 1985 году, во избежание путаницы с Боровой улицей на юго-востоке Москвы была переименована и получила своё название по Чёрному озеру — одному из Косинских озёр.

## Примечательные здания и сооружения
По чётной стороне
По нечётной стороне
- д. 15 — Институт геоэкологии им. Е. М. Сергеева

Также неподалёку от улицы расположены озёра Белое и Святое, входящие в состав комплекса Косинских озёр и природно-исторического парка «Косинский».

## Транспорт

### Автобусы
602  Выхино — Улица Чёрное Озеро